# Adrien Clemenceau
Adrien Clemenceau (né le 25 mai 1988 à Caen) est un athlète français spécialiste du 400 mètres haies.

## Carrière
Il bat son record en 49 s 70 pour terminer quatrième des Championnats d'Europe d'athlétisme 2012 à Helsinki, à 1/100e de la médaille de bronze. Il est champion de France en 2011 et vice-champion en 2012.
Son club est le USO Mondeville Athletisme.

### Palmarès
| Date | Compétition           | Lieu     | Résultat | Performance |
| ---- | --------------------- | -------- | -------- | ----------- |
| 2012 | Championnats d'Europe | Helsinki | 4e       | 49 s 70     |

### Records personnels
| Épreuve          | Performance | Lieu     | Date            |
| ---------------- | ----------- | -------- | --------------- |
| 400 mètres haies | 49 s 70     | Helsinki | 29 juillet 2012 |